# Міський стадіон (Ж'яр-над-Гроном)
Міський стадіон (словац. Mestský štadión) — футбольний стадіон у місті Ж'яр-над-Гроном, Словаччина, відкритий 1957 року, що вміщає 2 300 глядачів. Є домашньою ареною клубу «Погроньє».

## Історія
Будівництво стадіону почалося в 1950- роки, а його відкриття відбулося в 1957 році, де почала грати місцева команда «Ж'яр-над-Гроном». Повністю роботи на стадіоні були завершені до Спартакіади 1962 року, а у 1971 році введено в експлуатацію головну трибуну.
8 травня 1999 року на стадіоні був зіграний фінальний матч Кубка Словаччини («Слован» (Братислава) — «Дукла» (Банська Бистриця), який встановив рекорд відвідування арени — 10 048 глядачів і завершився перемогою столичної команди з рахунком 3:0.
У 2012 році «Ж'яр-над-Гроном» об'єднався з командою «Сокол» (Дольна Жданя), у результаті чого виник клуб «Погроньє». Новий клуб проводив свої ігри на стадіоні в Дольній Ждані, через що у 2016—2017 роках стадіон у Ж'ярі-над-Гроном був повністю реконструйований. Було прибрано легкоатлетичну доріжку та прилеглі трибуни на земляних насипах, наближено поле до основної трибуни та споруджено дві суміжні криті трибуни (за воротами з північно-західного боку та вздовж поля з північного боку). Ці зміни спричинили зниження місткості стадіону з 13 тисяч до 2 300 глядачів. В рамках реконструкції було встановлено штучне освітлення на чотирьох щоглах, а також модернізовано головну трибуну. Стадіон було офіційно відкрито в суботу, 12 серпня 2017 року.
Після реконструкції на стадіон переїхала команда «Погроньє»., яка у 2019 році здобула історичний вихід до вищого дивізіонуї. Через це на рубежі 2019 та 2020 років стадіон було обладнано газоном з підігрівом.
Згодом на стадіоні пройшли три матчі групового етапу юнацького чемпіонату Європи 2022 року серед юнаків до 19 років.